# مارتا لارالدي
مارتا لارالدي (بالإسبانية: Marta Larralde)‏ هي ممثلة إسبانية، ولدت يوم 22 أبريل 1981 في فيجو في إسبانيا.

## روابط خارجية
- مارتا لارالدي على موقع IMDb (الإنجليزية)
- مارتا لارالدي على موقع روتن توميتوز (الإنجليزية)
- مارتا لارالدي على موقع ألو سيني (الفرنسية)
- مارتا لارالدي على موقع قاعدة بيانات الفيلم (الإنجليزية)

لم يتم العثور على روابط لمواقع التواصل الاجتماعي.